# CallApp
CallApp este o aplicație mobilă care oferă servicii de identificare a apelantului, blocare a apelurilor și înregistrare a apelurilor. Aceasta furnizează informații de bază despre entitățile din spatele apelurilor primite sau efectuate, utilizând conținut generat de comunitatea utilizatorilor și servicii de rețele sociale.

## Istoric
CallApp a fost fondată în 2011 în Tel Aviv, Israel, de către fostul său CEO, Oded Volovitz, și actualul CEO, Amit On, strângând 1 milion de dolari în investiții inițiale. Aplicația a fost prezentată public pentru prima dată la TechCrunch Disrupt New York⁠(d) în 2012, unde și-a lansat aplicația pentru Android, de asemenea, fiind prezentă la conferința DEMO, și la Mobile World Congress, Barcelona. CallApp a câștigat premiul Geek Award pentru start-up-ul anului în 2012. În 2014, compania a strâns 4 milioane de dolari de la investitorii înger Saar Wilf⁠(d) și Moshe Lichtman, precum și de la fondurile de capital de risc Giza și Susquehanna. Amit On a fost numit CEO al companiei. Până în 2014, CallApp avea cinci milioane de utilizatori și 50.000 de descărcări zilnice, fiind una dintre cele mai importante 100 de aplicații din Google Play. Din februarie 2021, aplicația are peste 100 de milioane de utilizatori.

## Caracteristici
CallApp oferă funcția de identificare a apelantului, permițând utilizatorilor să identifice numerele de telemarketing, spam și robocall⁠(d), precum și să blocheze apelurile și să adauge numerele nesolicitate pe lista neagră. Aplicația furnizează utilizatorilor informații în timp real despre entitățile din spatele apelurilor primite sau efectuate, bazându-se pe informațiile pe care utilizatorii și întreprinderile le împărtășesc online, precum și pe comunicările pe care comunitatea CallApp a decis să le împărtășească.
Aplicația sincronizează e-mailul și calendarul utilizatorului, afișează contactele reciproce și include informații despre întreprinderi. De asemenea, CallApp oferă funcții precum înregistrarea apelurilor, un director de contacte, căutare inversă a numerelor de telefon, navigare privată, memento de apel și mod auto, precum și opțiuni de upgrade plătite.